# Тремоло

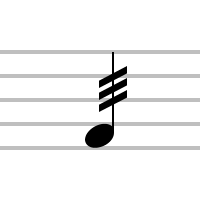
Нотация тремоло

Нотация тремоло

Нотация тремоло

Тре́моло (итал. tremolo, дословно — «дрожащий») — разновидность мелизма. Приём игры на струнных, клавишных, ударных и других музыкальных инструментах: многократное быстрое повторение одного звука либо быстрое чередование двух не соседних звуков, двух созвучий (интервалов, аккордов), отдельного звука и созвучия. Частота повторения зависит от числа рёбер на ноте/над нотой/под нотой/между нотами.
Пример тремолирования: вместо того, чтобы играть 1/2, можно сыграть 8 по 1/16.
Существует также термин-наречие тремола́ндо (итал. tremolando) — «производя тремоло».

## Вокал
Вокальное тремоло — дефект пения, связанный с форсированием голоса, неумением формировать переходные звуки и тоны верхнего регистра, из-за пения «не своим голосом».

## Струнные

### Скрипка
Тремоло на скрипке производится короткими отчётливыми движениями смычком эластичной (расслабленной) кистью. За счёт эластичной кисти смычок отскакивает от струн и готов производить очередное движение.
Наиболее известное применение:
- Берио: «Tremolo» (вариации на Andante из ля-мажорной сонаты, ор. 47, Бетховена, известной под названием «Крейцеровой»)

Скрипачи, активно применявшие тремоло:

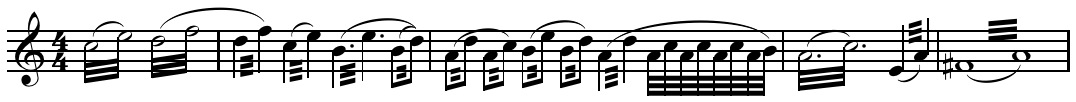
Нотация тремоло на скрипке

- Андри Марто
- Франсуа Прюм

### Мандолина, бандуррия и домра
Тремоло на мандолине, бандуррие и домре является основным приёмом для извлечения продолжительного звука. Производится быстрыми ударами вниз-вверх медиатором по струне. Существуют различные классификации тремоло, но обычно выделяют: кистевое (от кисти), локтевое (от локтя и предплечья) и комбинированное (кисть + локоть + предплечье) тремоло, когда наиболее активны соответствующие части рук. Важнейшей характеристикой тремоло является ровность, то есть одинаковая продолжительность удара вниз и удара вверх медиатором по струне. Приём тремоло обязательно используется в кантилене, так как в ней необходимы большая длительность и связность звучания.

### Балалайка
Тремоло на балалайке — приём игры, заключающийся в быстром равномерном чередовании ударов по струнам указательным пальцем правой руки вниз и вверх. Игра приёмом «тремоло» создаёт впечатление непрерывности звучания и напоминает пение. Как и на домре, является основным приёмом для извлечения продолжительного звука, но звукоизвлечение несколько иное — при игре на балалайке приёмом тремоло основным движением является вращательное движение предплечья, и вследствие вращения предплечья полусогнутая кисть приобретает колебательное движение. Если в нотной записи не указаны приёмы игры — арпеджио или бряцание и встречаются длинные ноты (целые, половины) или ряд коротких нот, соединенных сверху или снизу дугообразной чертой — лигой, то их следует исполнять связанно, приёмом тремоло. По окончании лиги (связки) тремолирование следует прервать на мгновение, и после короткой остановки-цезуры, как бы взяв дыхание, начать исполнение следующего отрезка пьесы.

### Электрогитара
Тремоло на электрогитаре производится быстрыми короткими движениями медиатора вниз-вверх. При этом плектр дёргает струну с одинаковой силой как при движении вниз, так и при движении вверх, а рука максимально расслаблена для достижения большой скорости. В большинстве случаев приём тремоло используется вместе с эффектом дисторшн и/или дилэй.
Наиболее активно применяется в тяжёлых направлениях музыки, например трэш-метале, блэк-метале, дэт-метале. Также используется в панк-роке, альтернативном роке. Часто используется в пост-роке, для достижения максимальной плотности звучания фонового инструмента.
На некоторых электрогитарах используется система тремоло, позволяющая изменять тон звука рычагом тремоло.

### Классическая гитара
Тремоло на классической гитаре производится повторяющимися ударами по одной струне двух (пальцы «i», «m») или трёх («i», «m», «a») пальцев. Также существует новая техника: тремоло играется чередованием пальцев p-i-m.
Тремоло на классической гитаре может также производиться повторяющимися ударами по двум и более струнам, путём чередования четырёх пальцев (включая мизинец).
Разрабатывается новый технический приём, который исполняется пятью пальцами «p», «i», «m», «а», «e» — мизинец. Большой палец «р» в этом случае создаёт аккомпанемент «верхним ударом».

## Гармоники
Тремоло на губной гармонике производится путём смыкания и размыкания ладоней, образующих камеру вокруг гармоники. Также есть губные гармоники тремоло со звучанием «в розлив», с биениями.
На меховых гармониках, таких как баян или аккордеон, тремоло выполняется при помощи быстрой смены меха и усиленного нагнетания воздуха

## Ударные

### Малый барабан
Так называемая «барабанная дробь». На малом барабане тремоло играется за счёт отскока палочек от поверхности барабана (пластика). Каждая рука совершает подряд по два или по несколько быстрых ударов на отскоке, при этом руки чередуются. Отскок играется путём «вдавливания» палочки в барабан после первого удара, при этом прижимание не должно быть слишком слабым или слишком сильным — отскок должен быть «контролируемый». Для правильного тремоло на малом барабане ударники тренируют упражнения на ритмичность отскока, количество ударов от каждой руки и т. п.

### Перкуссия
На звуковысотных идиофонах (ксилофон, колокольчики и т. п.) тремоло играется чередующимися единичными ударами каждой руки. При этом кисть должна быть максимально расслаблена для достижения большей плавности и «певучести» звука, а также — для лёгкости исполнителя.